# 簡易輸入法
速成輸入法，或稱簡易輸入法，亦作速成或簡易，為倉頡輸入法演化出來的簡化版本。只取倉頡碼的首尾兩碼，所以一字最長只有兩碼。（即等於於倉頡裡輸入如　　）此取碼法比較簡單，由於輸入組合只有600 個左右 － 「重」以外的25個倉頡字母相互組合，最多可組成625種組合︰
{\displaystyle 25\times 25=625}
所以使用者要從大量重碼字中選擇需要的字，輸入速度因此變慢。不過一些人已將分頁和數字選擇的部分記下來，使輸入速度比起倉頡更加快速。由於此輸入法早期已內建在倚天中文和Windows作業系統內，不需另行安裝，所以有不少使用者。微軟又推出「新速成輸入法」，以大量詞庫及智慧選字為基礎，自動為使用者選字，減輕使用者背下候選字的負擔。Windows XP及以後的版本裡都有內建新速成輸入法。亦有開源輸入法平台gcin上的標點簡易輸入法與同平台上的輸入法共享詞庫。

## 外部連結
- （中文） Online Simple Input Method 網上速成輸入法 （页面存档备份，存于）

- （繁體中文） 速成或仓颉输入法查字 （页面存档备份，存于）